# Мишин, Дмитрий Дмитриевич
Дми́трий Дми́триевич Ми́шин (25 января [7 февраля] 1919, Туринск — 26 августа 1998, Тверь) — советский и российский физик, доктор физико-математических наук, профессор, основатель научной школы физиков-магнитологов в Тверском государственном университете.

## Учёба и начало трудовой деятельности
В 1934 году начал трудовую деятельность в Ирбитском городском инвентаризационном бюро. C 1936 по 1938 гг. обучался на рабфаке Пермского сельскохозяйственного института в г. Ирбите. Во время учёбы на физико-математическом факультете Свердловского государственного университета (1938—1942), одним из его наставников был основатель уральской школы магнитологов Р. И. Янус.
В 1942 году после окончания физико-математического факультета, начал работать на эвакуированном из Москвы военном заводе № 217 «Геофизика»(ныне УОМЗ) наркомата вооружения инженером-спектроскопистом в лаборатории выпускника кафедры магнетизма физического факультета МГУ Аршо Аркадьевича Чобаняна, затем начальником технологической лаборатории до 1948 г.

## Работа в Уральском государственном университете
Как учёный-магнитолог, Дмитрий Дмитриевич сформировался в уральской научной школе по физике магнитных явлений.
Учась в аспирантуре 1948—1951 годах, Мишин Д. Д. был отмечен благодарностью за участие в оказании помощи предприятиям и научные консультации. В 1951 году после окончания аспирантуры защитил кандидатскую диссертацию по теме «Влияние малых упругих напряжений на начальную восприимчивость ферромагнетиков».
В 1950—1971 годах работал ассистентом, доцентом кафедры экспериментальной физики, затем кафедры магнетизма (с 1958 года) физического факультета Уральского государственного университета. Предметом изучения стало влияние реальной (дефектной) кристаллической структуры на магнитные свойства магнитных материалов в том числе с редкоземельными компонентами. Были установлены количественные закономерности влияния дислокационной структуры на доменную структуру и магнитные свойства электротехнических сталей.
В 1954—1955 профессор Я. С. Шур и доцент Д. Д. Мишин с дипломниками по заказу Верх-Исетского металлургического завода исследовали причины однородности магнитных свойств трансформаторной стали по листу.
Д. Д. Мишин был одним из создателей и руководителей (1962—1971) при кафедре магнетизма Проблемной лаборатории постоянных магнитов (ПНИИЛ) при УрГУ, ныне Отдел магнетизма твердых тел (ОМТТ) Научно-исследовательского института физики и прикладной математики (НИИ ФПМ) Института естественных наук УрФУ.
Исследования в сфере магнетизма, проводившиеся лабораторией, нашли применение в развитии новых методов неразрушающего контроля материалов, производстве электротехники.
В 1969 году результатом совместных исследовательских работ лаборатории ПНИИЛ с Пышминским опытным заводом «Гиредмет», стала организация опытного участка по производству постоянных магнитов на основе сплавов РЗМ-кобальт. Первые магниты изготавливались только прессованием исходного порошка, позднее была разработана и применена технология специального спекания порошка, что позволило улучшить магнитные и эксплуатационные свойства постоянных магнитов.
В 1970 году Д. Д. Мишин защитил докторскую диссертацию по теме: «Влияние дислокационной структуры на восприимчивость и коэрцитивную силу кремнистого железа».

## Работа в Тверском государственном университете
В 1971 году Дмитрий Дмитриевич переехал в Калинин и начал работать в университете, преобразованном из педагогического института.
В 1972 году на физическом факультете КГУ он организовал кафедру магнетизма
.
В кандидатских диссертациях аспирантов Д. Д. Мишина исследованы процессы перемагничивания в сплавах редкоземельных металлов (Sm, Pr, Nd, Dy и др.) с металлами групп железа и бора. Разработана методика получения постоянных магнитов с новыми свойствами, установлены закономерности изменения доменной структуры при различных воздействиях на постоянные магниты. Осуществлено внедрение результатов работы в промышленность, что было отмечено золотой и серебряными медалями ВДНХ в 1987—1990 годах.
Был проректором по научной работе ТвГУ.
В 80-х годах Д. Д. Мишин принимал участие в работе семинара, организованного и руководимого академиком Н. Н. Сиротой, «Химическая связь и физика конденсированных сред» при Научном совете по неорганической химии РАН.
В 1988 году по решению АН СССР в Калинине на базе кафедры магнетизма КГУ проводилась XVIII Всесоюзная конференция по физике магнитных явлений.
В 1996 году Д. Д. Мишин стал почётным профессором Тверского государственного университета.
Похоронен на Дмитрово-Черкасском кладбище.

## Научная и педагогическая деятельность
Научные интересы Д. Д. Мишина лежат в области физики магнитных явлений, особенностей физических свойств редкоземельных металлов, их сплавов и соединений, процессов формирования высококоэрцитивного состояния в новых магнитотвердых материалах, экспериментальное производство высокоэнергоемких постоянных магнитов.
Под руководством Дмитрия Дмитриевича на кафедре было подготовлено 2 доктора и 20 кандидатов физ-мат наук. Он разработал новые спецкурсы: физика магнитных явлений, физика реальных кристаллов, физика магнитных материалов, влияние физических факторов на свойства постоянных магнитов, актуальные проблемы магнетизма
.

## Основные труды
Д. Д. Мишин — соавтор и автор около 200 научных публикаций, 1 монографии и 15 авторских свидетельств на изобретения, 2 патента на изобретения, 2 полезные модели, единственный изобретатель и патентовладелец двух изобретений № 2125333 и № 2112294.
- Мишин Д. Д. Магнитные материалы. — 2-е изд.. — М.: Высшая школа, 1991. — 384 с. — 6300 экз. — ISBN 5-06-000628-X.
- Физика магнитных материалов : Межвузовский сб. науч. тр.  / Д. Д. Мишин (отв. ред.) и др.. — Тверь: Твер. гос. ун-т, 1973—1992. — ISBN 5-230-08484-7.

Перечень публикаций в базе данных ИСТИНА

## Память
В мае 2002 года на Всероссийской школе-семинаре «Магнитная анизотропия и гистерезисные свойства редкоземельных сплавов», посвященной 30-летию кафедры магнетизма ТвГУ, ректором А. Н. Кудиновым было предложено учредить стипендию имени Д. Д. Мишина для лучших студентов физического факультета.
20 сентября 2019 года в ТвГУ состоялось расширенное заседание Ученого совета физико-технического факультета, посвященное 100-летию со дня рождения Д. Д. Мишина.